# Basszusgerenda

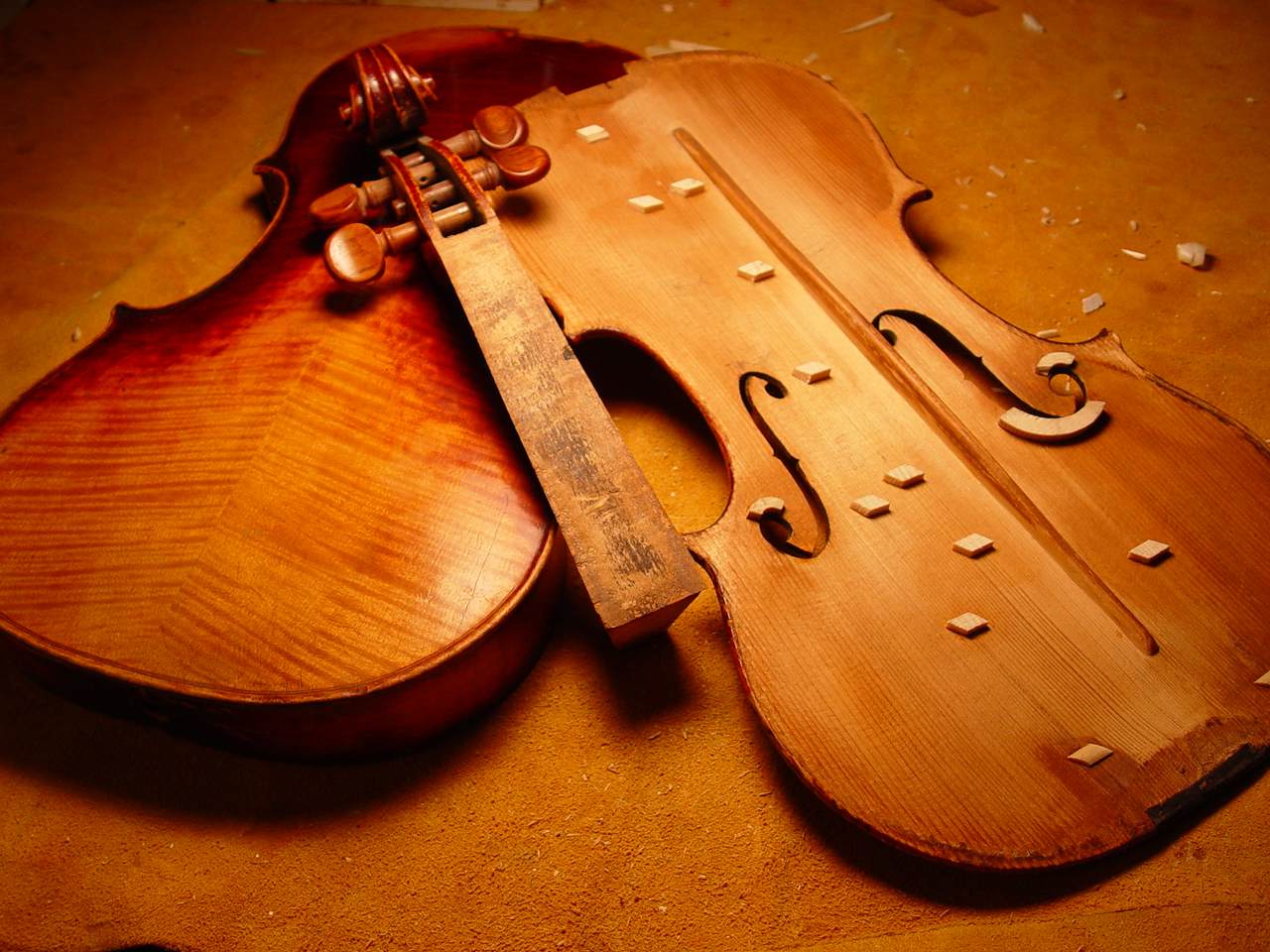
Hegedű felnyitva, javítás közben. Jobboldalt látható a hangszertető belső felületén hosszában végigfutó basszusgerenda

A basszusgerenda vagy basszusrúd a vonós hangszerek, elsősorban a hegedűcsaládhoz tartozó hangszerek tetejének belső felületére ragasztott hosszúkás fadarab. A hangszer legmélyebb húrja alatt, azzal párhuzamosan fut a hangszertető hosszában, a végeinél fokozatosan elvékonyodik. Feladata az, hogy a húrláb basszus-oldali talpának a hangszertetőre gyakorolt statikai és akusztikai terhelését minél nagyobb felületen ossza el. A másik oldalon a húrláb másik talpát a lélek támasztja alá. 
A hegedűcsalád hangszereinek gerendáit Stradivari korától kezdve napjainkig egyre erősebbre, vastagabbra építették, sőt, a régi hangszerek gerendáit is a következő évszázadok alatt általában teherbíróbbra cserélték. Ennek az volt az oka, hogy a nagyobb hangerőre való törekvés során a húrok feszítőereje folyamatosan nőtt a bélhúrokról a fémhúrokra való áttérés, a húrhosszúság (menzúra) növekedése és a normál A hang fokozatos emelkedése miatt. Ugyanakkor a nyak dőlésszögének változásával a húrláb is magasabb lett, ami szintén növelte a húroknak a tetőre gyakorolt nyomóerejét.